# Criorhina rufocaudata
Criorhina rufocaudata is een vliegensoort uit de familie van de zweefvliegen (Syrphidae). De wetenschappelijke naam van de soort is voor het eerst geldig gepubliceerd in 1968 door Nayar and Cole.